# Gârla Anei, Bacău
Gârla Anei este un sat în comuna Ungureni din județul Bacău, Moldova, România.